# Maira limbidorsum
Maira limbidorsum är en tvåvingeart som beskrevs av Mario Bezzi 1928. Maira limbidorsum ingår i släktet Maira och familjen rovflugor.
Artens utbredningsområde är Fiji. Inga underarter finns listade i Catalogue of Life.